# Gare de Coulommiers
Gare de Coulommiers vasútállomás Franciaországban, Coulommiers településen.

## Vasútvonalak
Az állomást az alábbi vasútvonalak érintik:
- Gretz-Armainvilliers-Sézanne-vasútvonal

## Kapcsolódó állomások
A vasútállomáshoz az alábbi állomások vannak a legközelebb:
- Gare de Mouroux (Paris Gare de l’Est, ligne P)